# اسپشال کی (ترانه)
«اسپشال کِی» (به انگلیسی: Special K) ترانه‌ای از گروه موسیقی پلاسیبو و یکی از قطعه‌های آلبوم سال ۲۰۰۰ آن‌ها به‌نام موسیقی بازار سیاه است.
اسپشال کی برند شرکت آمریکایی کیلوگ برای غلات مخصوص صبحانه است اما این ترانه ارتباطی با آن محصول ندارد. داروی کتامین که در گذشته جزو مخدرهای رایج در کلوپ‌های شبانه و پارتی‌ها بوده با نام مستعار «اسپشال کی» شناخته می‌شود. عنوان این ترانه هم به نام خیابانی کتامین اشاره دارد و محتوای آن در مورد رابطهٔ عشق و مواد مخدر است.

## موقعیت در جدول‌های فروش موسیقی
| جدول (۲۰۰۰–۲۰۰۱)                       | بالاترین جایگاه |
| -------------------------------------- | --------------- |
| جدول‌های ای‌آرآی‌ای استرالیا              | ۵۰              |
| اولتراتاپ بلژیک (والونیا)              | ۵               |
| سندیکای ملی انتشارات صوتی‌تصویری فرانسه | ۶۰              |
| فدراسیون صنعت موسیقی ایتالیا           | ۱۸              |